# Polder Walcheren
De Polder Walcheren (t/m de 18e eeuw ook wel de Staten van Walcheren) was een waterschap in de provincie Zeeland. Het omvatte de kern van het voormalige eiland Walcheren. Het is een van de oudste Zeeuwse poldergebieden en de grootste door dijken en duinen omringde eenheid in de Zeeuws-Zuid-Hollandse Rijn-Maas-Scheldedelta.
Hoewel er vanaf de 12e eeuw al sprake is van waterstaatkundige organisaties, kan men pas vanaf de 15e eeuw spreken van een centraal polderbestuur. In 1965 ging de polder samen met de Nieuwlandse polders op in het Waterschap Walcheren.

## Geschiedenis

### Wateringen
Vanaf het begin van de 13e eeuw ontstaan er in Zeeland samenwerkingsverbanden voor de afwatering. In Zeeland Bewestenschelde (alsook in Vlaanderen) heetten deze verbanden 'Wateringen'. Op Walcheren ontstonden de volgende wateringen en/of afwateringsgemeenschappen:
- De Vijf Ambachten'; dateert waarschijnlijk uit de 12e eeuw. Omvat het noordwesten van Walcheren, van Zoutelande tot Oostkapelle. Verleent zijn naam aan de oorspronkelijke vijf ambachten in deze watering: Domburg, Westkapelle, Oostkapelle, Grijpskerke en (vermoedelijk) Meliskerke.[2] Eerst vermelding stamt uit 1273. Wordt later ookwel De Noordwatering genoemd.[3]
- De Oostwatering; dateert op zijn laatst uit de 13e eeuw. Ligt in het noordoosten van Walcheren, en omvat oorspronkelijk de ambachten Gapinge, Zanddijk, Schellach, het grootste deel van Serooskerke en gedeeltes van Brigdamme en Sint Laurens. Oudste bron stamt uit 1411.[3]
  - Heyensluis; dateert mogelijk uit de 12e/13e eeuw. Verleent zijn naam aan een sluis in de buurt van Kleverskerke. Omvatte de ambachten Noordmonster, Kleverskerke, Nieuwerkerke, Poppendamme, Hoogelande, Buttinge en gedeeltes van Brigdamme en Sint Laurens. Oudste bron stamt uit 1412. Gaat in de loop van de 15e en de 16e eeuw grotendeels op in De Oostwatering, enkel het gedeelte ten westen van de latere Domburgse Watergang gaat op in De Westwatering.[3]
- De Westwatering; datering onbekend. Omvatte oorspronkelijk de ambachten Koudekerke, Biggekerke, Krommenhoeke en het Middelburgse Westmonsterambacht. Wordt in 1394 voor het eerst vermeld.[3]
- De Zuidwatering; dateert waarschijnlijk van na 1250. Omvatte oorspronkelijk de ambachten Hayman, Welsinge, Oost-Souburg, Ritthem en Nieuwwerve. De eerste vermelding stamt uit 1397.[3]

De plaatsen West-Souburg en Oud-Vlissingen behoorden in deze tijd niet tot een watering. Hoogstwaarschijnlijk hebben zij elk rechtstreeks op zee geloosd.

### Dijkgraafschap(pen) Walcheren

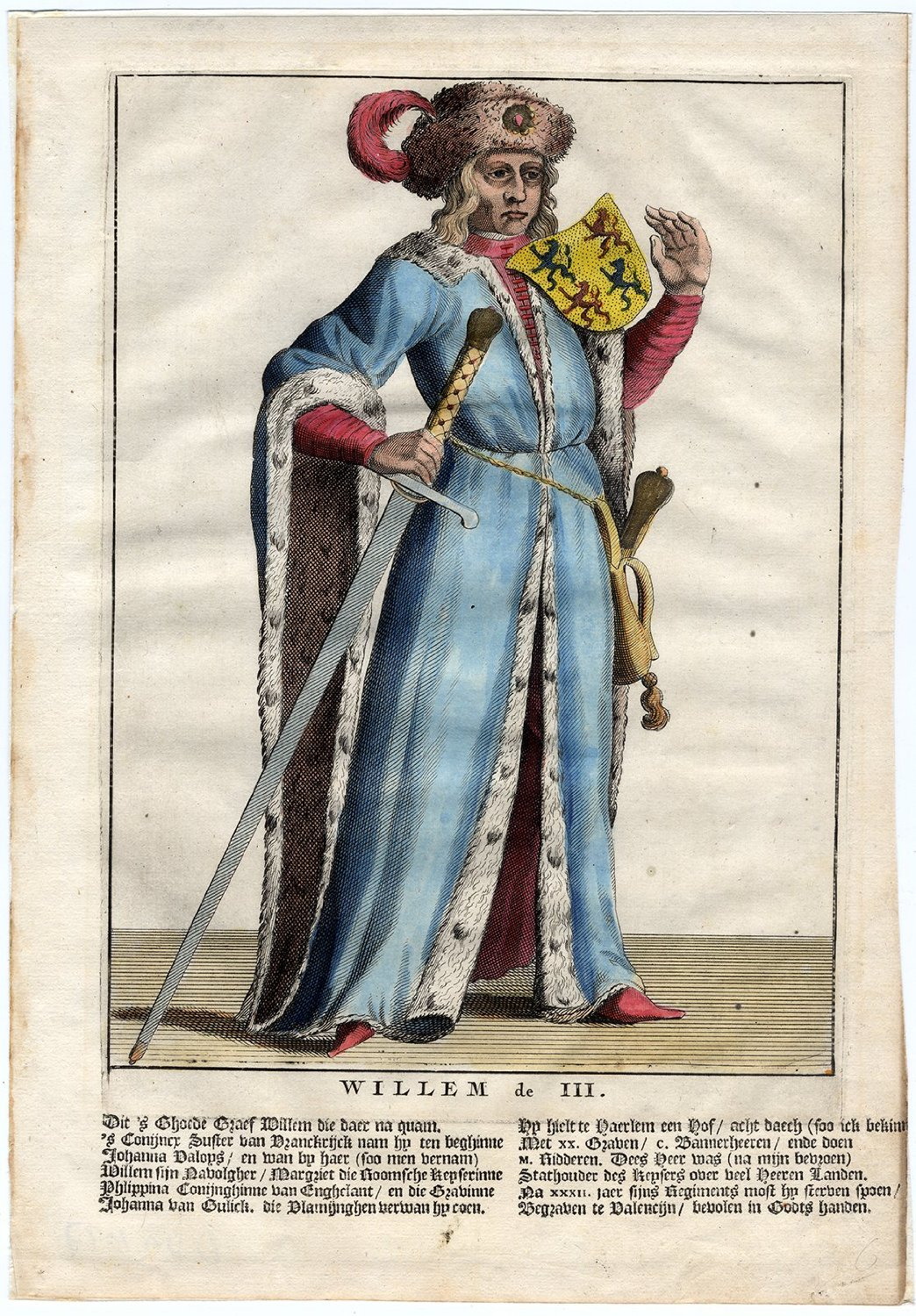
Graaf Willem III (1287-1337), graaf van Holland en Zeeland. Splitste in 1323 het kortstondig bestaande 'Dijkgraafschap Walcheren'

Uit rekeningen van 1318 blijkt dat er toendertijd sprake was van een overkoepelende dijkgraaf voor heel Walcheren, genaamd Simon den Dint. Dit dijkgraafschap dateert in ieder geval van na 1290. Dit Dijkgraafschap Walcheren zou echter niet lang bestaan. Op 1 april 1323 benoemt graaf Willem III namelijk ene Jan Hendrik Beudvriendszoon tot dijkgraaf van de zuidzijde van Walcheren. Aangenomen mag worden dat er tegelijkertijd ook een dijkgraaf voor de noordzijde van Walcheren aangesteld wordt, al wordt deze pas in 1343 voor het eerst genoemd.
Op 14 april 1324 stelt graaf Willem III een wateringgraaf aan in de Vijf Ambachten waarmee deze uit het dijkgraafschap Noordzijde gelicht wordt. Dijkgraven van dijkgraafschap Noordzijde oefenen na deze afsplitsing enkel nog hun gezag uit in de Oostwatering en Heyensluis. Dit dijkgraafschap staat later uitsluitend bekend als Oostwatering. In 1357 wordt ook het dijkgraafschap Zuidzijde gesplitst, met de grens tussen Oost- en West-Souburg. Hieruit ontstaan de Zuidwatering en de Westwatering. Hoewel in eerste instantie Oud-Vlissingen en West-Souburg tot de Westwatering behoren, splitsen zij zich in de 15e eeuw af. Door de splitsingen van de dijkgraafschappen en het nog steeds bestaan van de wateringen, beginnen deze begrippen in de loop der tijd te vermengen. In de 15e eeuw spreekt men dan ook van de Vijf Ambachten, de Oost-, Zuid- en Westwatering die allen zowel wateringen dan wel dijkgraafschappen zijn. Ze worden namens de graaf bestuurd door een college van dijkgraaf en gezworenen. Deze zijn belast met de zorg voor zowel de afwatering als de dijken.

### Centralisatie in Middelburg
Voor de dijkzorg op Walcheren leveren de splitsingen van de dijkgraafschappen problemen op. Hoewel de afwatering vrij lokaal geregeld kan worden, zorgt een dijkdoorbraak voor gevaar op heel Walcheren. In 1355 stelt graaf Willem V de magistratuur van Middelburg aan als leiding bij de zorg voor watergangen en dijken. De Middelburgse magistraat krijgt de opdracht om samen met de watering-/dijkgraven en lokale heren, gebreken op te nemen en zo waar nodig voorzieningen te treffen. Zo treed het na de stormvloeden van 1374 en 1375 op bij het herstel van dijken bij Veere, Dishoek en in de Zuidwatering. Hierbij betrekt het de abt van Middelburg, de rentmeester van bewestenschelde en de respectievelijke lokale heren.
Middels een oorkonde van 11 februari 1396, machtigt graaf Albrecht de Heer van Veere (Hendrik I van Borselen),en (rentmeester van Bewestenschelde), Klaas II Van Borssele van Brigdamme, samen met de stad Middelburg, om waar nodig, inlaagdijken aan te leggen op kosten van het 'gemeneland', oftewel op kosten van alle ingelanden van Walcheren. De stad Middelburg krijgt hierbij de macht om bij onenigheid of afwezigheid van de anderen, zelf bindende besluiten te nemen. Deze commissie, samen met de abt van Middelburg, treedt hetzelfde jaar nog op wanneer de dijk bij Dishoek dreigt door te breken. Ook neemt het maatregelen voor een inlaagdijk bij Welsinge. In 1403 blijkt deze commissie nog actief, daar op bevel van Willem van Oostervant(de later graaf Willem VI), deze de dijk bij Dishoek moet laten verhogen en herstellen. Ook na de Sint-Elisabethsvloed van 1404 treedt deze commissie op.
In 1406 bepaalt graaf Willem VI dat op Walcheren elke dijkgraaf binnen zijn gebied dient te zorgen voor het dichten van gaten in de dijken. Daarnaast stelt hij een commissie in die de taak heeft om waar nodig de dijken te laten verhogen op gemeenschappelijke kosten van alle geërfden van Walcheren. In deze commissie benoemt hij de abt van Middelburg, de heer van Veere Wolfert V van Borselen, Klaas II Van Borssele van Brigdamme en één van de twee burgemeesters van Middelburg. Opmerkelijk in deze commissie is de afgenomen macht van het Middelburgse stadsbestuur, mogelijk had dit te maken met de Hoekse en Kabeljauwse twisten waarbij graaf Willem VI Hoeksgezind was en Middelburg meer Kabeljauwsgezind. Hoewel de graaf in 1411 alleen de rentmeester van Bewestenschelde, Philips Van Borssele van Kortgene, met de coördinatie van de dijkzorg op Walcheren belast, blijven Middelburg, de abt en de heer van Veere ook daarna nog een belangrijke rol spelen bij de zorg voor de dijken. Deze groep zou zich in de loop van de 15e eeuw en 16e eeuw ontwikkelen tot een overkoepelend dijkbestuur; de 'Staten van Walcheren'.

### De Staten van Walcheren
Pas in 1511 is de eerste vermelding van een waterstaatsbestuur over geheel Walcheren, dat zich de 'Staten van Walcheren' noemt. Deze 'Staten' bestaan uit de abt van Middelburg, de heer van Veere en de magistraat van Middelburg. Deze hebben ieder één stem in de vergaderingen, en samen met de rentmeester van Bewestenschelde, die als opperdijkgraaf de graaf vertegenwoordigt, hebben ze de feitelijke leiding over de waterstaatszorg. In de Vijf Ambachten en in de Oostwatering is het ambt van overdijkgraaf door de graaf aan de abt van Middelburg en de heer van Veere toegekomen. Deze overdijkgraaf heeft de macht om een vertegenwoordiger (dijkgraaf) en zes tot acht gezworenen aan te stellen. Wanneer in 1533 het ambt van overdijkgraaf in de West- en Zuidwatering aan de stad Middelburg toekomt, hebben de Staten van Walcheren de volledige controle over de vier landsheerlijke waterstaatsbesturen.

#### Tweestrijd en nieuwe reglementen (1511 - 1574)
Hoewel de Staten van Walcheren de controle hebben over het waterstaatsbestuur, ontstaat er gedurende de late 15e en vroege 16e eeuw een strijd over de financiële lasten van dijkherstel. Waarin voortdurend de abt met de edelen (samen twee stemmen) tegenover de stad Middelburg staan. Beide partijen spannen hierbij procedures tegen elkaar aan bij de Grote Raad van Mechelen, die in plaats van helderheid voor verwarring zorgt, waardoor de hard nodige dijkwerkzaamheden stagneren. Pas nadat nabij Welsinge de dijken ernstig verzwakt zijn in 1526, wordt Keizer Karel V om maatregelen gevraagd. Op last van de landsheer worden twee zorgdijken aangelegd, die gefinancierd worden door geheel Walcheren voor vijf groten Vlaams per gemet. De prelaat en edelen willen in 1527 en 1528 een belasting instellen van 18 groten Vlaams per gemet om de dijken van Walcheren in goede staat van onderhoud te brengen. Hoewel de magistraat van Middelburg tegen is, wordt dit geschot door ingrijpen van afgezanten van de Keizer toch geheven. En wordt er op 14 juli 1527 een overeenkomst gesloten omtrent buitendijkse werken. Hierbij worden twee commiezen, een afgevaardigd door de abt en de heer van Veere en een door de stad Middelburg, aamgesteld. Deze hebben de taak om toezicht te houden op het dijkwerk, dijkmaterialen in te kopen en loonafspraken te maken met arbeiders. De prelaat en de edelen zijn ontevreden met het akkoord, omdat zij samen slechts één commies mogen aanwijzen. Zij proberen dan ook onder het akkoord uit te komen, eerst via de Keizer. Deze beveelt echter de abt en de edelen zich aan het akkoord te houden, op straffe van 400 gouden realen en voordraging voor de Grote Raad van Mechelen. Beiden weigeren en komen voor de raad. Pas in 1536 komt het tot een schikking; Walcheren wordt weer verdeeld. De prelaat en de edelen besturen de Oostwatering en de Vijf Ambachten, terwijl de magistraat van Middelburg de Zuid- en Westwatering alsmede Vlissingen en West-Souburg bestuurd. In beide gedeeltes wordt afzonderlijk een belasting geheven voor het onderhoud aan de dijken. De Staten van Walcheren zijn verplicht de werken uit te voeren. Jaarlijks in maart mogen beide partijen elkaars gebieden controleren. Bij inundatie wordt het herstel bekostigd door alle gemeten van Walcheren.

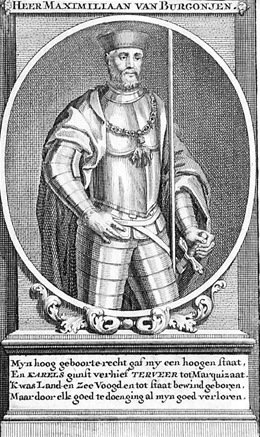
Maximiliaan II van Bourgondië, Heer (later markies) van Veere en eerste edele in de Staten van Walcheren.

In 1546 kondigt Keizer Karel V, op verzoek van de Staten van Walcheren, een nieuwe ordonnantie uit over de dijkage, ter vervanging van die van 1536. Voortaan zou in alle wateringen door de ingelanden een gelijk bedrag betaald worden. De Staten van Walcheren mochten twee penningmeesters aanstellen, een voor de Oostwatering en aanliggende polders en de ander voor de andere wateringen. Zij innen het geschot en betalen hiermee de kosten van de uitgevoerde werken. Ook benoemen de Staten twee of drie commiezen die toezicht houden op de uitvoering van de werken. Ook zijn zij verantwoordelijk voor de aankoop van materialen zoals rijs, hout en steen en voor de aanbesteding van de werken. De rentmeester van Bewestenschelde zal als opperdijkgraaf toezicht blijven houden op de rekeningen van de penningmeesters. De commiezen en de penningmeesters moeten in Middelburg, Veere en Westkapelle wonen. Voor elke jaarlijkse vergadering dienen de commiezen een voorbereidende inspectie te plegen van de dijken om daar vervolgens verslag over uit te brengen aan de Staten van Walcheren.
Vanaf 1546 bestaat het college van de Staten van Walcheren, naast de regering van Middelburg uit de prelaat en Maximiliaan II van Bourgondië. Deze laatste trad in zowel de Staten van Zeeland als in de Staten van Walcheren op als 'Eerste Edele', en domineerde zo in nauwe samenwerking met de Middelburgse abt het bestuur over Walcheren. Wanneer Maximiliaan op 4 juni 1558 kinderloos komt te overlijden, zien de 'Brede Geërfden', voornamelijk poorters van Middelburg, hun kans om zelf meer macht in de Staten van Walcheren te krijgen. Hoewel de magistraat van Middelburg deze uiteraard steunt, prober de prelaat en edelen deze tegen te werken. Dit leidt uiteindelijk tot een nieuwe reorganisatie door landsheer Filips II in 1559. Deze stuurt twee afgevaardigden naar Middelburg om een akkoord te bereiken: Cornelis van Weldam raad ordinaris en Nicolaas Nicolai secretaris ordinaris van het Hof. De 'Brede Geërfden' krijgen twee afgevaardigden bij de jaarlijkse visitatie van de dijkage door de Staten van Walcheren, en krijgen een stem in de opstelling van de jaarlijkse begroting van de uit te voeren werken. Het Middelburgse stadsbestuur krijgt dus meer macht in de Staten van Walcheren.

#### Tachtigjarige Oorlog
Na de capitulatie van Middelburg in 1574, verdwenen de abt en de Spaansgezinde rentmeester van Bewestenschelde uit het dijkbestuur van Walcheren. Willem van Oranje beloont de steden Vlissingen en Veere voor hun steun in de strijd tegen Phillips II en bepaalt op 2 en 11 maart 1574 dat beide steden de plaats van de prelaat in de Staten van Walcheren in zullen nemen. Het bestuur werd nu gevormd door de drie steden (Middelburg, Veere en Vlissingen) en de Eerste Edele, de Prins van Oranje die tevens de markies van Veere en Vlissingen was. Op 11 februari 1574 benoemt prins Willem van Oranje de burgemeester van Vlissingen, Glaudyn Willemsz., tot dijkgraaf-generaal van Walcheren. In 1579 besluiten de Staten en de Brede Geërfden van Walcheren deze echter niet te erkennen als opperdijkgraaf.
De Staten van Walcheren bestaan nu uit de:
- Eerste Edele, de Prins van Oranje, vertegenwoordiger van het platteland.
- De regering van Middelburg.
- De regeringen van Veere en Vlissingen.
- de 'Heren van Buiten', twee gecommitteerden van de Brede Geërfden, die de geërfden van het platteland vertegenwoordigen.

Waarin elke 'groep' een stem heeft. Hoewel in theorie, de steden en het platteland even veel stemmen hebben, zijn de belangen van de steden toch sterker vertegenwoordigd. In de vier wateringen bekleden stedelijke vertegenwoordigers vele bestuursfuncties. Ook wordt het vanaf 1614 niet langer nodig geacht besluiten over de dijkage met unanimiteit te nemen. Na de dood van prins Willem II in 1650, wordt de positie van eerste edele geschorst door de Staten van Zeeland totdat zijn zoon, Willem III, meerderjarig zal zijn. Door het ontbreken van de eerste edele in het polderbestuur neemt de invloed van het platteland nog verder af.

#### Ingelandenopstand van 1656
Gedurende de 16e eeuw en de tachtigjarige oorlog was de macht van de steden flink gegroeid, vaak ten koste van het platteland. Werd het platteland eerst nog vertegenwoordigd door de abt en de eerste edele, vanaf 1650 waren deze allebei verdwenen uit het polderbestuur. De 'Heren van Buiten' hadden met slechts één stem een flinke minderheid in het polderbestuur ten opzicht van de steden Middelburg, Veere en Vlissingen. En dit terwijl zij het meeste betaalden aan de polderkas. Vooral door de stormschade na de stormvloed van 1632, en de landinwaartse verplaatsing van de Westkappelse Zeedijk vanaf 1642, werd het geschot flink verhoogd.
Naast de aanzienlijke bedragen die de ingelanden moesten afdragen aan het polderbestuur, was er ook onvrede ontstaan over de wanorde in het beheer van de kas. Het ophalen van het geschot werd door vier waterklerken gedaan, een voor elke watering. De ingelanden die in Middelburg woonden droegen hun bijdrage af aan de poorterswaterklerk van Middelburg. Verder waren er twee penningmeesters, een voor de Oostwatering en een voor de drie overige wateringen. Zo waren er dus in totaal zeven verschillende administraties. Verder hadden de penningmeesters sinds 1561 het recht gekregen om tegen een waterklerk of hun voorganger een proces te beginnen. In 1654 waren er dan ook verschillende partijen binnen de Polder in (soms meerdere) processen verwikkeld. Vanwege de Eerste Engels-Nederlandse Oorlog (1652-1654) waren de belastingen ook weer verhoogd.
Door een dreigend uitblijven van de betaling van het geschot, komt het op 6 januari 1656 tot een vergadering van alle ingelanden met meer dan 25 gemeten in de Sint-Jorisdoelen. Een week later werd er op initiatief van de twee Brede Geërfden, François Moens en Hugo Leynse, die ook aanwezig waren, 34 artikelen aan het polderbestuur aangeboden. Deze artikelen gingen over nagenoeg elk aspect van het polderbestuur en de toon was eerder die van beheerste woede dan die van onderdanigheid. De situatie werd dan ook door de ingelanden vergeleken met de opstand tegen Alva. Men verweet de polderfunctionarissen geldverspilling, men eiste het afschaffen van de ondercommiezen, en elk jaar moesten oude schulden afgelost worden. Een ander hoofdbezwaar was dat de polder en de steden, met vaak tegenstrijdige belangen, vaak door dezelfde personen geregeerd werden. Toen op 3 februari de ingelanden weer bijeenkwamen, stelden zij een gezelschap van 24 commissarissen aan: zes uit Middelburg, drie uit Veere, drie uit Vlissingen en drie uit elke watering. Zij zouden elke twee weken in de Sint-Jorisdoelen bij elkaar komen totdat aan hun eisen was voldaan. Kort nadien werd de radicale eis gelanceerd om voortaan acht Brede Geërfden in het polderbestuur te hebben met elk een halve stem, zo zou de stemverhouding (vier tegen drie) omslaan ten gunste van de ingelanden. Daarna werd een nieuwe bestuursstructuur ontworpen; de XXIV-commissarissen zouden permanent aanblijven en vanuit hun werden de Brede Geërfden gekozen.
Hoewel in eerste instantie de Staten en Brede Geërfden de commissarissen toegang tot de rekeningen weigerden, werd er vanaf 28 februari langzaam toegegeven. Op 17 maart hield secretaris van de XXIV-commissarissen, Gillis Maillaerts, een rede voor de Staten, die door deze als ‘nieuwigheden ongehoort’ bestempeld werd. Na een impasse van drie weken ontstond er informeel contact tussen het Middelburgse stadsbestuur en de Middelburgse commissarissen. Na weinig resultaat besloten de XXIV-commissarissen het polderbestuur verder onder druk te zetten, alle betalingen werden vanaf 11 mei stopgezet. Na een opstootje op de dijk van de Zuidwatering op 14 juni werd de eis van acht Brede Geërfden in het polderbestuur geaccepteerd.
Pas in juli 1656 komt het tot een nieuw akkoord over de bestuursstructuur. Vlissingen en Veere krijgen elk een eigen stem, maar Middelburg had voortaan twee stemmen. Men mag pas deelnemen aan het college van de Staten als men ten minste vijftig gemeten grond op Walcheren bezit. Deze eis geldt ook voor de acht afgevaardigden van de Brede Geërfden, die elk een halve stem hebben. De negende stem is bestemd voor de eerste edele, echter is die geschorst. Pas in 1676 geven de Staten van Zeeland prins Willem III toestemming om twee afgevaardigden met ieder één stem, of één afgevaardigde met twee stemmen naar Walcheren te sturen. Hierdoor komt het totaal aantal stemmen op tien. Ook wordt er een nieuw college van 24 commissarissen ingesteld die alle ingelanden moet vertegenwoordigen. Zonder instemming van deze 'Heren XXIV', mag de vaststelling van het geschot, opneming van leningen en de uitvoering van buitengewone werken niet plaatsvinden. Vanaf 1684 had dit college een president, deze kreeg inzage in alle stukken en had het algehele toezicht op het beheer van de dijkage van Walcheren door de commiezen en colleges van dijkgraaf en gezworenen in de wateringen. Hij brengt ook elke twee weken verslag uit aan het eilandbestuur over de toestand in de wateringen. Als de Staten van Zeeland in 1747 prins Willem IV tot erfstadhouder benoemen, keert de eerste edele terug in het bestuur van Walcheren. Tot 1795 zou de samenstelling van het bestuur ongewijzigd blijven.

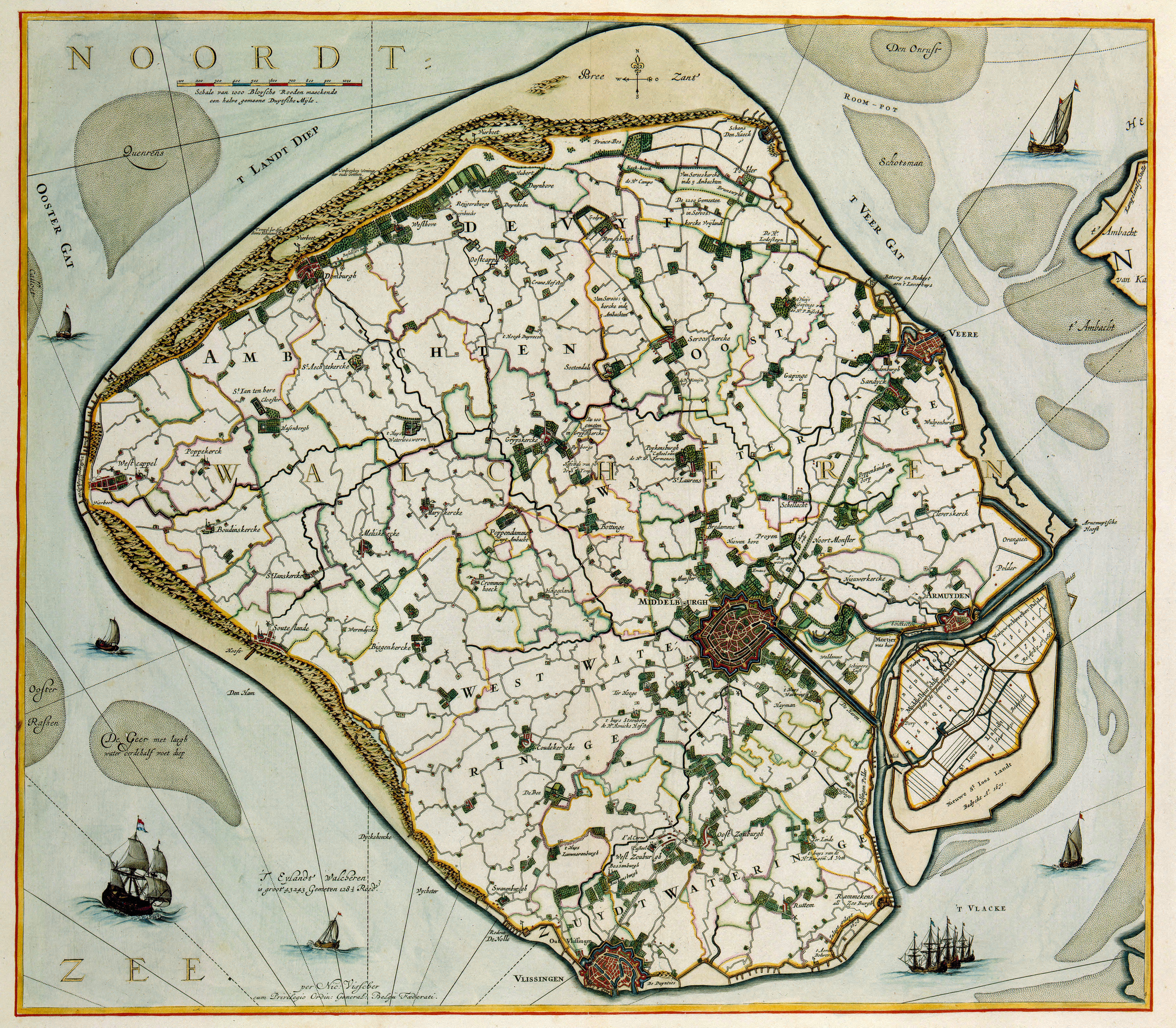
Kaart van Walcheren in 1681

#### Geldproblemen en calamiteusverklaring (1670 - 1795)
Hoewel de bestuursstructuur ingrijpend veranderd was, betekende dit niet dat alle problemen opgelost waren. De financiële situatie was nog steeds penibel. Na het Rampjaar 1672 en vooral na de herstelwerken die nodig waren na de Stormvloed van 1682 was de polderkas echt nagenoeg leeg. Arbeiders werden pas maanden later betaald en aannemers en geldschieters verloren het vertrouwen in de polder. In 1683 kwam het zelfs zo ver dat werk aan de Westkappelse Zeedijk moest stoppen. Toen gedurende dat jaar verschillende schuldeisers begonnen aan te dringen, bleek een saneringsplan noodzakelijk. Verhoging van het geschot was onder andere het gevolg. Op 10 januari 1684 werd, met instemming van de XXIV-commissarissen een 'concept van redres van de financiën van Walcheren' opgesteld. Pas eind mei 1684 kon de rekening over 1682, het jaar van de stormvloed, gesloten worden.
Ondanks te maatregelen van 1684, bleef de toestand kritiek, bij de minste schade aan de zeeweringen kwam de financiële armoe aan het licht. In 1715 vroegen door heel Zeeland polders, waaronder Walcheren, vrijstelling aan bij de Staten van Zeeland voor de gewestelijke belastingen. Dit leidde er toe dat de Staten van Zeeland een reglement opstelde voor het toekennen van deze vrijstellingen. Voor Walcheren hield dit in dat de polder voortaan als 'calamiteus' aangemerkt werd. Dit hield in dat ze niet zelf het onderhoud van de zeeweringen kon bekostigen en daardoor ondersteuning uit de gewestelijke kas kregen. Tussen 1715 en 1791 werd er dan ook veelvuldig aanspraak gemaakt op financiële hulp van de Staten van Zeeland, zoveel zelfs dat zelfs deze het af en toe nauwelijks meer op kon brengen.
In 1791 kwam er voor het eerst een algemeen reglement voor de polders in Zeeland. In het ‘Reglement op de dykagiën binnen de Provintie van Zeeland’ werd bepaald dat de verantwoordelijkheid voor het betalen van de kosten voor het onderhoud van de zeeweringen bij de calamiteuze polders zelf kwam te liggen. Er moest aan stricte eisen voldaan worden, eer een polder in aanmerking kwam voor subsidie van de Staten van Zeeland. Walcheren kreeg echter dankzij een goede lobby een uitzondering. Alles wat de polder zelf niet op kon brengen, werd door het gewest bijbetaald.

### Hervormingen in de Bataafse en Franse tijd
Na de toenemende invloed van de Staten van Zeeland vanwege de financiële perikelen in de 17e eeuw en 18e eeuw, deed de Bataafse omwenteling van 1795 niet veel goeds. In eerste instantie was vooral materiaalgebrek een groot probleem. Het schaarser wordende hout werd bovendien steeds vaker door de armoede lijdende bevolking gestolen voor brandstof. Op bestuurlijk niveau had de machtswisseling er toe geleid dat de prins voorgoed uit het polderbestuur verdween. Dat er een reorganisatie moest komen was voor iedereen wel duidelijk, maar door de vele machtswisselingen van januari 1798, juni 1798, 1801 en 1806 kwam het er nauwelijks van. In 1803 werd door het bestuur van het departement Zeeland een president aangesteld, J.W. Schorer. Uiteindelijk besloot de staat in 1807 de subsidie voor de polders zelf op zich te nemen namens het Ministerie voor Waterstaat. Na de Engelse bezetting van 1809 werd Walcheren echter al bij het Franse Keizerrijk gevoegd, wat als gevolg had dat functionarissen in Antwerpen en Gent de autoriteiten van dienst waren, in plaats van die in Den Haag. Voortaan moest Schorer onderhandelen met Charles Maillard, functionaris bij de Staatsraad in Parijs.
Uiteindelijk kwamen ze in 1811 samen tot een nieuw reglement:
Voortaan zou er een Algemene Vergadering komen, hier in zat:
- De Centrale Directie, bestaande uit:
  - De president
  - Vier 'raden', uit elke watering een
- De hoofdingenieur van de Waterstaat
- Twaalf commissarissen

De President van de Centrale Directie was te benoemen door het Rijk. De twaalf commissarissen werden gekozen door landeigenaren in Walcheren met meer dan 50 gemeten grond.
Door het afschaffen van het college van XXIV-commissarissen was de invloed van de kleinere boeren, voor de komende eeuw, sterk afgenomen. Dit systeem zou namelijk tot 1870 in deze vorm blijven bestaan.

### De Polder Walcheren

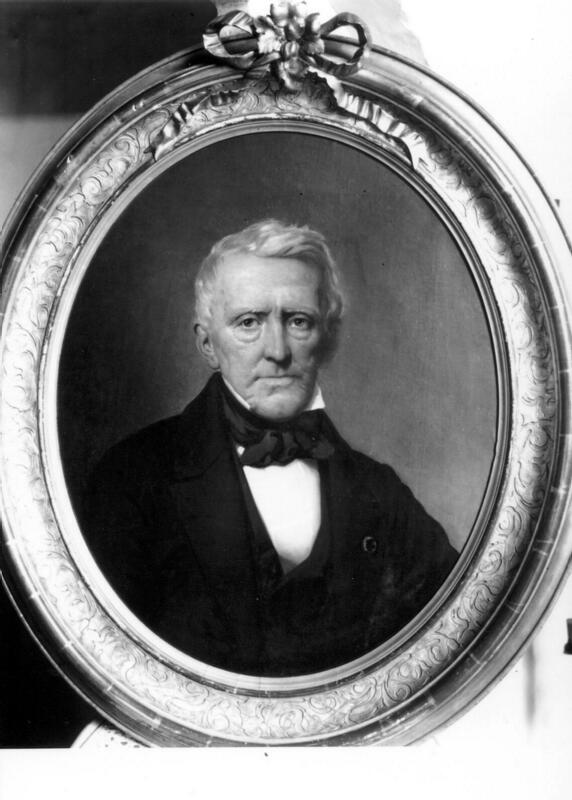
Abraham Caland, president van de Centrale Directie van Walcheren van 1854-1869

Door het reglement van 1811 van J.W. Schorer en Charles Maillard ontstond er een in stabiel, nagenoeg technocratisch bestuur. Door tijdgenoten werd dit uiterst positief gezien. Het was een overzichtelijk bestuur waar deskundigen op financieel en technisch gebied zitting hadden. Hierdoor ontstond een groot vertrouwen in het eigen kunnen. De leden kenden elkaar goed. Bestuurswisselingen kwamen nauwelijks voor, de president/voorzitter maar ook de commissarissen werden namelijk voor het leven benoemd. De gedachte hierachter was dat onmisbare deskundigheid voor de polder behouden bleef. In 1845 werd zelfs besloten om bejaarde leden van de Centrale Directie als buitengewone raad aan te stellen. Desondanks was de zelfstandigheid geheel verdwenen. Elke handeling van het bestuur moest kunnen worden verantwoord aan het centrale gezag, na 1814 de Minister van Binnenlandse Zaken. Ook moest de president elke maand aan de minister en de Gouverneur van Zeeland rapporteren over de toestand van de zeeweringen. Voor betalingen buiten de van hogerhand goedgekeurde begroting moest ook aan de minister om toestemming worden gevraagd.
Door de grondwetsherziening van 1848 kwam er meer druk op de Centrale Directie om meer openheid van zaken te geven. Dit leidde er in 1854 toe dat het jaarverslag van de Centrale Directie in druk aan de Algemene Vergadering werd uitgebracht, geschreven door de president. De auteur van de eerste jaarverslagen, Abraham Caland legde in de verslagen echter sterk de nadruk op de kracht van de eigen polder, in groot contrast met de werkelijke sterke invloed en afhankelijkheid van de rijk en de provincie. Ook werd door Caland een veel rooskleuriger beeld van de financiële situatie geschetst dan werkelijkheid was. De inkomsten van de polder bestonden uit drie delen; een bijdrage uit de schatkist van het rijk, opcenten die de provincie hief op indirecte belastingen op Walcheren en het geschot, dat sinds 1811 aan een maximum van ƒ10,96 per hectare gebonden was. De rijksbijdrage werd in 1848 al afgeschaft, de provinciale bijdrage bleef nog tot 1865 gehandhaafd. Door het gebruik van bemesting was de grond op Walcheren flink in waarde gestegen. Als gevolg hiervan was het geschot door de ingelanden steeds makkelijker op te brengen. Ondertussen waren door de stormvloeden van december 1862 en januari 1863, waardoor er veel schade ontstond aan de Westkappelse Zeedijk, de kosten voor herstel zo groot dat er een bedrag van ƒ300.000 moest worden geleend. Zo ontstonden er vele stemmen voor een nieuw reglement en wilde men af van de titel calamiteuze polder, zodat men zelf regels op kon stellen.
Tegelijkertijd kwam er ook steeds meer kritiek op het handelen van het polderbestuur zelf. Dirk Dronkers, aannemer, schreef een kritiek op het jaarverslag van 1859. Deze ingeland was de eerste die de confrontatie aandurfde met de ‘almachtige’ en ‘onschendbare’ president. Dronkers hekelde het beheer van de zeewering en enige waterstaattechnische zaken, maar vooral het gebrek aan transparantie dat in het polderbestuur heerste. Over het algemeen ging het vooral over meer invloed voor de ingelanden. In 1865 kwam er een zelfonderzoek. De Algemene Vergadering stelde een commissie in die voorstellen moest doen over het eventueel vrijverklaren van de polder en de reorganisatie van het bestuur. Ook Gedeputeerde Staten van Zeeland vonden uiteindelijk dat er een nieuw reglement moest komen, en stelde na het overlijden van Caland in 1869 dan ook geen nieuwe president aan. Vanaf 1869 werd Walcheren niet meer als calamiteuze polder gezien en werd er een verzoek gedaan aan de Provinciale Staten van Zeeland om een nieuw reglement.
Uiteindelijk kwam er het Reglement van 1870, dat in november van dat jaar in werking trad.
Hierin werd gesteld dat de Algemene Vergadering bestond uit:
- Het Collegie van Dagelijksch Bestuur, bestaande uit:
  - De Voorzitter
  - De vier Raden
- Achttien Commissarissen

Het Collegie van Dagelijksch Bestuur werd aangesteld op voordracht van de achttien commissarissen en kon ook op voordracht van deze commissarissen ontslagen worden. De commissarissen moesten elk minstens tien ha land in de polder bezitten. De commissarissen werden op hun beurt gekozen door de ingelanden die minstens twee ha in de polder bezaten.
De Polder Walcheren werd nu niet meer als calamiteus beschouwd en had nu de volledige zeggenschap over de eigen polder, zonder bemoeienis van rijk en provincie.

#### De polder Walcheren van 1870 tot 1953
De invoering van het reglement van 1870 ging gepaard met grote infrastructurele veranderingen op Walcheren. Zo werd in 1871 de Sloedam aangelegd, die Walcheren verbond met Zuid-Beveland. Door de afsluiting van het Sloe vond er aan beide zijden van de dam aanslibbing plaats waardoor deze gebieden later ingepolderd konden worden. De gebieden ten zuiden van Arnemuiden en ten oosten van Ritthem werden al vanaf de 17e eeuw ingepolderd. De aanleg van de Sloedam bracht ook met zich mee dat er een spoorlijn vanaf Noord-Brabant via Goes naar Middelburg en Vlissingen kon worden aangelegd, de Zeeuwse lijn. Ook werd tussen 1870 en 1873 het Kanaal door Walcheren gegraven. Een andere verbetering in de infrastructuur was de aanleg van tramlijnen op Walcheren. In 1881 werd de Tramlijn Vlissingen - Middelburg gerealiseerd, waarna in 1906 de Tramlijn Koudekerke - Vlissingen en de Tramlijn Middelburg - Domburg werden geopend. Deze laatste bleek vooral belangrijk in het vervoer van keien naar de Westkappelse Zeedijk, nadat deze in de haven van Middelburg waren aangevoerd.
In 1919 gingen de Provinciale Staten van Zeeland akkoord met een bepaling die het de polderbesturen mogelijk maakte gebouwde eigendommen belastbaar te maken. ‘Belang schept verplichting’ was de instelling. Niet veel later zorgde deze bepaling er wel voor, dat de nieuwe belastingbetalers ook zeggenschap in de polder wilden. In 1925 werden er zes nieuwe commissarisplaatsen ingesteld. De financiële positie was nu wel verbeterd, maar na de Tweede Wereldoorlog en vooral door de Inundatie van Walcheren was deze in 1944 weer kritiek. Hoewel het herstel van de zeeweringen bekostigd werd door het Rijk, waren er ook na het dichten van de dijken vele problemen. Vooral aan de afwatering en de binnendijken was veel schade ontstaan die wel op rekening van de Polder Walcheren kwam. Tussen 1945 en 1949 verdrievoudigde de schuldenlast tot ruim drie miljoen gulden. Dit leidde er toe dat het polderbestuur samen met de Gedeputeerde Staten van Zeeland bij de Minister van Verkeer en Waterstaat er op aandrong om maatregelen te nemen ter verlichting van de drukkende lasten. Een storm op 1 maart 1949 veroorzaakte zoveel schade dat er omvangrijke herstelwerken aan de zeeweringen nodig waren. Uiteindelijk kwam het in 1952 tot een overleg met de Minister van Verkeer en Waterstaat, de Directeur-Generaal van Rijkswaterstaat, de Hoofdingenieur-Directeur van Rijkswaterstaat directie Zeeland en het college van Gedeputeerde Staten van Zeeland in het Middelburgse polderhuis. Uitkomst van dit overleg was de beslissing dat de Rijkswaterstaat directie Zeeland een plan van aanpak moest gaan maken. Nog voordat dit plan er was, zette de Watersnood van 1953 alles in een ander daglicht.

#### Deltaplannen
Anders dan elders in Zeeland, waren in de Polder Walcheren na de Watersnood van 1953 geen dijken doorgebroken. Wel was er veel schade ontstaan. Het duin bij Zoutelande was zwaar beschadigd, evenals de steenglooiing aan de voet er van. Aan zowel de noordzijde als de zuidzijde van Walcheren waren de duinen sterk afgeslagen. De basaltglooiing van de in 1945 herstelde Westkappelse Zeedijk vertoonde op vele plaatsen gaten. In de Zuidwatering stroomde de Inlaag 1678 vol. Ook ontstond er veel schade aan de Vlissingse boulevard. Doordat er na de herstelwerkzaamheden na de inundatie van Walcheren nog veel materiaal op Walcheren aanwezig was, konden dezelfde dag nog noodingrepen worden uitgevoerd. Hierdoor, en omdat de meeste dijken recent hersteld waren, werd Walcheren voor een nieuwe ramp behoed. Twee maanden na de ramp bracht de Minister van Verkeer en Waterstaat weer een bezoek aan het polderhuis in Middelburg. Als gevolg van deze besprekingen met de minister en Rijkswaterstaat werd op de rijksbegroting van 1954 een bedrag van 1 miljoen gulden gezet voor subsidie aan de Polder Walcheren. Het eerste werk dat werd uitgevoerd was het omvormen van de te smalle duinen bij Zoutelande tot dijk. Voor dit werk moesten vele huizen gesloopt worden en zelfs de monumentale Willibrordusput verplaatst. Na enig verzet van de gemeente en gedupeerde eigenaren was het werk in 1959 voltooid. De overige deltawerken die niet door het rijk uitgevoerd werden, werden later door de opvolger van de Polder Walcheren, het Waterschap Walcheren uitgevoerd.
De Watersnood van 1953 had ook op bestuurlijk vlak gevolgen. Onder een beweging van centralisme zouden vele kleine polders in Zeeland worden samengevoegd, dit zou de efficientie verhogen en was men niet meer afhankelijk van door anderen onderhouden zeeweringen. Toen er in 1957 een ontwerp kwam om de polders van Tholen, Schouwen en Duiveland tot de waterschappen Tholen en Schouwen-Duiveland te hervormen, voelde het Walcherse polderbestuur aan dat er ook voor hen hervormingen aan zaten te komen. Zo zouden de Nieuwlandse Polders bij Walcheren gevoegd worden, en moest Walcheren zijn eigen onafhankelijkheid opgeven aan het provinciebestuur. Hoewel eerst de Polder Walcheren zelf tegenstander was van invloed van hogerhand, was het vanaf 1959 wel duidelijk dat hervorming onvermijdelijk was. De Nieuwlandse polders bleven echter strijden tegen de zogenoemde 'annexatie' door Walcheren. Pas in 1965 was het samengevoegde Waterschap Walcheren een feit. Tekenend voor deze hervorming waren vooral de naamswijzigingen in meer 'Hollandse' termen; 'Wateringen' werd 'Districten', 'Commissarissen' werd 'hoofdingelanden', 'Raden' werden 'gezworenen' en de 'voorzitter' werd 'Dijkgraaf'.

## Polderhoofden
| Opperdijkgraaf                                     | Ambtsperiode                         | Bijzonderheden |
| -------------------------------------------------- | ------------------------------------ | --- |
| Simon den Dint                                     | - 1318 -                             | |
| De rentmeester van Bewestenschelde                 | 1511 - 1574                          | |
| *Andries Andries                                   | 1511 - 1516                          | [ 31 ] [ 32 ] |
| *Adolf Herdinck (of Hardinck) ( - 1535)            | 1517 - 1535                          | [ 31 ] [ 32 ] [ 33 ] |
| *Adriaan van Heetvelde ( - 1538)                   | 1535 - 1538                          | [ 32 ] [ 33 ] |
| *Jan van Branteghem                                | 1539                                 | [ 32 ] |
| *Jeronimus Sandelijn                               | 1539 - 1563                          | [ 32 ] |
| *Philibert Tuyl van Serooskerke (1537 - 1579)      | 1564 - 1574                          | Officieel na de Pacificatie van Gent (1576), de facto al vanaf 1574, was hem het gezag over Walcheren door de Prins ontnomen.                               |
| Dijkgraaf-Generaal                                 | Ambtsperiode                         | Bijzonderheden |
| Glaudyn Willemsz.(burg. Vliss.)                    | 11 februari 1574 - 1579              | Aangesteld door de prins, Willem van Oranje, werd echter door Staten en Brede geërfden niet erkend.                                                         |
| 1574 - 1795 Regenten bestuur                       |                                      | |
| President                                          | Ambtsperiode                         | Bijzonderheden |
| mr. J.W. Schorer (1759 - 1812)                     | 1803 - 3 maart 1812†                 | Nieuwe functie ingesteld door het bestuur van het Departement Zeeland. Stelde in 1811 een nieuw reglement op dat vanaf zijn opvolger in werking zou treden. |
| mr. F. Ermerins (1753 - 1840)                      | 6 augustus 1812 - 19 december 1812   | |
| mr. H.J. van Doorn (1786 - 1853)                   | 19 december 1812 - 1 oktober 1818    | Werd na aftreden Gouverneur van Zeeland. |
| Jhr.mr. J.L. Snouck Hurgronje (1778 - 1845)        | 11 februari 1819 - 19 november 1845† | |
| J.J. Sprenger (1782 - 1855)                        | 16 april 1846 - 12 mei 1853          | |
| A. Caland (1789 - 1869)                            | 6 juli 1854 - 11 april 1869†         | |
| Voorzitter                                         | Ambtsperiode                         | Bijzonderheden |
| H.D. von Brucken Fock (1817 - 1874)                | november 1870 - 1874†                | |
| D.A. Dronkers (1827 - 1906)                        | 1874 - 1899                          | |
| H.P. den Bouwmeester (1853 - 1913)                 | 1899 - 1913†                         | |
| A.W. Berdenis van Berlekom (1856/57 - 1924)        | 1913 - 1918                          | |
| mr. H.F. Lantsheer (1880 - 1954)                   | 1918 - 1947                          | |
| mr.dr. R.W. Graaf van Lynden (1886/85 - 1965)      | 1948 - 1956                          | |
| Jhr.mr. G.C.D. Rutgers van Rozenburg (1914 - 2005) | 1956 - 31 december 1964              | Werd vervolgens dijkgraaf van het Waterschap Walcheren t/m 1979.                                                                                            |

## Bouwwerken

### Huisvesting

#### Polderhuis

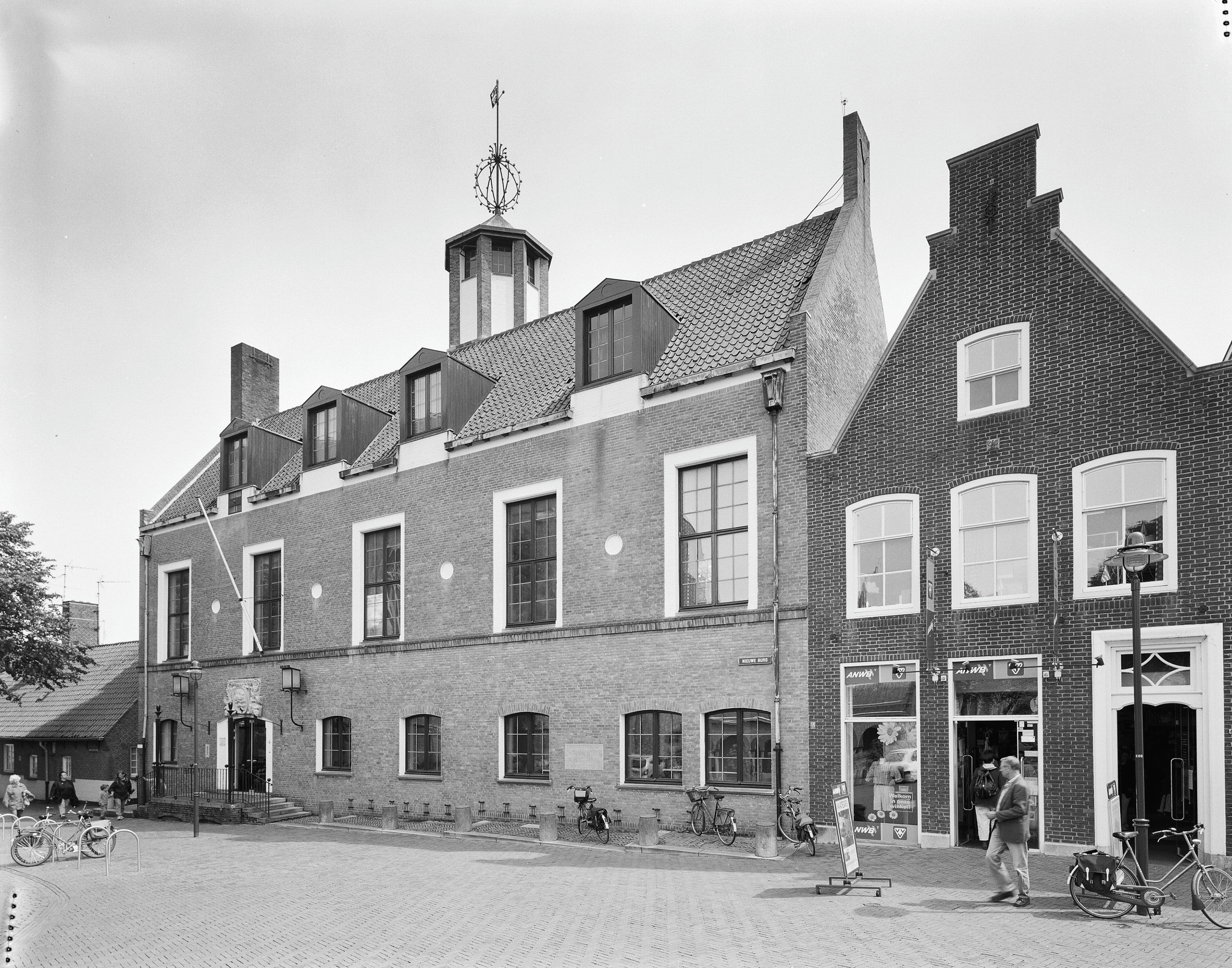
Het polderhuis aan de Groenmarkt, 2002.

Vermoedelijk sinds de 14e eeuw, zeker vanaf 1511 zetelde de Staten van Walcheren in een vleugel van de Abdij van Middelburg op gunste van de abt van Middelburg. De Staten van Zeeland en de landsheer van het Graafschap Zeeland zetelden ook hier. Aangezien dit in deze tijd veelal dezelfde personen waren, was het logisch om de Staten van Walcheren hier ook te vestigen. Ook na 1574 waren de Staten van Walcheren gevestigd in de Abdij, vanaf dan op gunste van de Staten van Zeeland. Na het afschaffen van het Ancien régime in de Franse tijd moest het polderbestuur zelf voorzien in haar huisvesting. In 1829 kocht het daarom van de rijksoverheid het huis 'Veere', in de tijd van de Republiek de dienstwoning van de Gecommitteerde Raad namens Veere. Dit gebouw was overigens ook deel van de abdij van Middelburg.
Na het Bombardement op Middelburg en de daarop volgende stadsbrand van 17 mei 1940, was veel van de abdij verloren gegaan. Van 1942 tot 1948 werd voor de Polder Walcheren een nieuw pand gebouwd, het polderhuis aan de Groenmarkt, naar ontwerp van J.F. Berghoef. In 1950 werd het officieel in gebruik genomen. Sinds de fusie van het Waterschap Walcheren tot Waterschap Zeeuwse Eilanden heeft het gebouw zijn functie verloren.

#### Polderhuis Westkapelle
Het district de Noordwatering (of de Vijf Ambachten) heeft vanaf de 17e of 18e eeuw tot en met 1944 en van 1961 tot en met 1996 ook een eigen polderhuis gehad, het Polderhuis in Westkapelle. Dit om de omvangrijke werken aan de Westkappelse Zeedijk directer aan te sturen. Het in 1961 opgeleverde polderhuis bestond uit een opzichterswoning, kantoorruimte en een magazijn.

#### Overige ambtswoningen
- De Schoone Waardin, opzichterswoning in de Zuidwatering aan de Zeedijk nabij Fort Rammekens. Heeft vanaf de 16e eeuw tot 1902 als herberg gefungeerd. Is in 1944 gesloopt.[47]
- In Veere staat sinds 1872 een sluismeesterwoning bij de noordelijke sluis in het Kanaal door Walcheren. Sinds 1997 is dit gebouw een rijksmonument.[48]
- In Vlissingen stond aan de zuidzijde van het Kanaal door Walcheren sinds 1873 een sluismeesterwoning. Hier was ook een meetstation van het KNMI ondergebracht.[49] In 1929 was dit gebouw door een nieuwe keersluis echter al verouderd en werd deze gesloopt.[50]
- In Vlissingen lag bij de uit 1869 stammende 'Westersluis' (nu Boulevard Bankert) ook een sluismeesterwoning. Nadat de vorige in 1944 door oorlogsgeweld verloren was gegaan werd er van 1950 tot 1952 een nieuwe sluismeesterswoning gebouwd.[51][52]
- In Ritthem heeft bij de uit 1853 stammende 'Zuidersluis' een sluismeesterwoning gestaan, deze werd in 1937 door het polderbestuur te koop voor afbraak gezet.[53]

### Sluizen en gemalen
De volgende sluizen en gemalen hebben door de jaren heen gezorgd voor de waterhuishouding op Walcheren.
| Sluis/Gemaal                               | Gebouwd in:     | Locatie                                         | Type                    | Taak                                                              | Gebruikt tot:/ Reden verdwijning                                                     |
| ------------------------------------------ | --------------- | ----------------------------------------------- | ----------------------- | ----------------------------------------------------------------- | ------------------------------------------------------------------------------------ |
| Dampoortse Sluis (Nieuwe Dampoortse Sluis) | 17e eeuw (1789) | Middelburg begin Oude Middelburgse Havenkanaal  |                         | Afwatering                                                        | 1873 Verloor functie door Kanaal door Walcheren                                      |
| Mannezeese Sluis                           | 17e eeuw        | Oude Middelburgse Havenkanaal (Westelijke dijk) |                         | Afwatering                                                        | 1817-1829 Verloor functie door nieuw Middelburgs Havenkanaal                         |
| Welsingse Sluis                            | 17e eeuw        | Kanaal van Welzinge                             |                         | Afwatering                                                        | 1817-1829 Verloor functie door nieuw Middelburgs Havenkanaal                         |
| Veerse Sluis                               | 17e eeuw        | Veere                                           |                         | Afwatering                                                        | 1873 Verloor functie door Kanaal door Walcheren                                      |
| Slijkpoortse Sluis                         | 1819            | Middelburg                                      |                         | Afwatering                                                        | 1873 Verloor functie door Kanaal door Walcheren                                      |
| Zuidersluis                                | 1853            | Ritthem                                         | Spuisluis               | Afwatering                                                        | 1985 Overbodig door gemaal Ritthem, moest wijken voor deltaversterking               |
| Westersluis                                | 1869            | Vlissingen (Boulevard Bankert)                  | Spuisluis               | Afwatering                                                        | 1974/1983 Overbodig, moest wijken voor deltaversterking                              |
| Sluis Veere                                | 1873            | Veere                                           | Schutsluis              | Op peil houden Kanaal door Walcheren                              |                                                                                      |
| Uitwateringssluizen Veere (Oost en West)   | 1873            | Veere                                           | Spuisluis               | Afwatering                                                        | 1985 Gemalen Oostwatering en Kleverskerke; Verloor functie door Veerse Gatdam (1961) |
| Sluis Vlissingen                           | 1873            | Vlissingen                                      | Schutsluis en Keersluis | Op peil houden Kanaal door Walcheren                              |                                                                                      |
| Gemaal Boreel                              | 1929            | Middelburg                                      | Poldergemaal            | Afwatering van Walcheren ten westen van het Kanaal door Walcheren |                                                                                      |
| Gemaal Ritthem                             | 1936            | Ritthem                                         | Poldergemaal            | Afwatering van Walcheren ten oosten van het Kanaal door Walcheren |                                                                                      |
| Gemaal Kleverskerke                        | 1938            | Kleverskerke                                    | Poldergemaal            | Afwatering van Walcheren ten oosten van het Kanaal door Walcheren |                                                                                      |
| Gemaal Oostwatering                        | 1985            | Veere                                           | Poldergemaal            | Afwatering van Walcheren ten westen van het Kanaal door Walcheren |                                                                                      |

## Inpolderingen op Walcheren
De volgende tabel geeft een lijst van polders op Walcheren die vanaf hun bedijking of later onder bestuur hebben gestaan van de Polder Walcheren.
| Polder                                                               | Bedijkt in: | Locatie                   | Opp. (ha) | Zelfbestuur? |
| -------------------------------------------------------------------- | ----------- | ------------------------- | --------- | ------------ |
| Polder Walcheren                                                     | ---         | Nagenoeg geheel Walcheren | 18.832    | Ja           |
| Boone en Goedepolder                                                 | 1251        | Vrouwenpolder             | 160       | Nee          |
| Vrouwenpolder                                                        | ca. 1300    | Vrouwenpolder             | 82        | Tot 1613     |
| Beekshoekpolder                                                      | 14e eeuw    | Vrouwenpolder             | 52        | Nee          |
| Gerstepolder                                                         | 14e eeuw    | Vrouwenpolder             | 10        | Nee          |
| Noordernieuwlandpolder                                               | 14e eeuw    | Vrouwenpolder             | 78        | Nee          |
| Oranjeboschpolder                                                    | 14e eeuw    | Vrouwenpolder             | 45        | Nee          |
| Molenpolder (Vrouwenpolder)                                          | voor 1524   | Vrouwenpolder             | 2         | Tot 1627     |
| *Welzingepolder                                                      | 1526        | Ritthem                   | 14        | Nee          |
| Oosternieuwlandpolder                                                | 1580        | Vrouwenpolder             | 33        | Nee          |
| *Kattepolder                                                         | 1625        | Veere                     | 2         | Nee          |
| Molenpolder (Arnemuiden)                                             | 1661        | Arne-Welsinge polders     | 2         | Tot 1941     |
| Oude Havenpolder                                                     | 1829        | Arne-Welsinge polders     | 16        | Nee          |
| *De Welzinge- en Kattepolders zijn geen echte polders, maar inlagen. |             |                           |           |              |